# Up on the Ridge
Up on the Ridge è il quinto album in studio del cantante statunitense Dierks Bentley, pubblicato nel 2010.

## Tracce
1. Up on the Ridge – 3:34 (Dierks Bentley, Angelo Petraglia)
2. Fallin' for You – 3:44 (Shawn Camp, Paul Kennerley)
3. Señor (Tales of Yankee Power) (with The Punch Brothers featuring Chris Thile) – 3:24 (Bob Dylan)
4. Rovin' Gambler (with The Punch Brothers) – 2:34 (Bentley, Jon Randall)
5. Draw Me a Map – 3:31 (Bentley, Randall)
6. Bad Angel (featuring Miranda Lambert & Jamey Johnson) – 4:04 (Verlon Thompson, Suzi Ragsdale)
7. Fiddlin' Around – 3:08 (John Scott Sherrill, Camp, Jeff Austin)
8. You're Dead to Me – 3:19 (Bentley, Randall, Tim O'Brien)
9. Pride (In the Name of Love) (with The Punch Brothers featuring Del McCoury) – 4:09 (Adam Clayton, Larry Mullen, Dave Evans, Paul David Hewson)
10. Love Grows Wild – 2:48 (Julie Miller, Buddy Miller)
11. Bottle to the Bottom (featuring Kris Kristofferson) – 4:16 (Kristofferson)
12. Down in the Mine – 5:01 (Bentley, Randall)